# آ مارتینز
آ مارتینز (انگلیسی: A Martinez؛ زادهٔ ۲۷ سپتامبر ۱۹۴۸) یک هنرپیشه اهل ایالات متحده آمریکا است. وی از سال ۱۹۶۸ میلادی تاکنون مشغول فعالیت بوده‌است.
از فیلم‌ها یا برنامه‌های تلویزیونی که وی در آن نقش داشته است می‌توان به کنسول افتخاری، بچه‌های سوت‌زن، او-شیطان اشاره کرد.